# Guidar (langue)
Pour les articles homonymes, voir Gidar.
Le guidar (ou baynawa, gidar, gidder, guider, kada) est une langue tchadique biu-mandara parlée principalement au Cameroun, dans une petite zone du département du Diamaré dans la région de l'Extrême-Nord, dans les arrondissements de Guider et de Figuil du département du Mayo-Louti dans la région du Nord, également au Tchad, par les populations guidar.
Le nombre total de locuteurs a été estimé à 67 000, dont 54 000 au Cameroun (1982).